# Saepocephalum stephenfryi
Saepocephalum stephenfryi is een dierluizensoort uit de familie van de Philopteridae.
De wetenschappelijke naam van de soort, en van het geslacht Saepocephalum, is voor het eerst geldig gepubliceerd in 2017 door Daniel R. Gustafsson en Sarah E. Bush. De soort is genoemd naar de Britse acteur/schrijver/komiek/intellectueel Stephen Fry.
De luis is een ectoparasiet van de modderkraai (Corcorax melanoramphos) in Australië.